# Сапфир (сериал)
„Сапфир“ (на турски: Safir) е турски драматичен телевизионен сериал, продуциран от NTC Media, чийто първи епизод е излъчен на 4 септември 2023 г., режисиран от Семих Бааджъ и по сценарий на Бурджу Йовер. Главните роли се изпълняват от Илхан Шен, Йозге Яъз, Гизем Караджа и Бурак Беркай Акгюл. Сериалът приключва със своя 26-и епизод, който е излъчен на 26 февруари 2024 г.

## Актьорски състав
- Илхан Шен – Атеш Гюлсой
- Йозге Яъз – Ферайе Йълмаз Гюлсой
- Бурак Беркай Акгюл – Яман Гюлсой
- Гизем Караджа – Гюнеш Ачъкалън
- Еркан Бекташ – Вурал Бакърджъоулу
- Мюфит Каяджан – Йомер Гюлсой
- Нур Язар – Джемиле Йълмаз
- Джан Барту Арслан – Окан Гюлсой
- Гизем Севим –	Алейна Гюлсой
- Мюнир Джан Джиндорук – Четин Йълмаз
- Сердар Борданаджъ – Мухсин Йълмаз
- Севда Баш – Несрин Йълмаз
- Селин Ъшък – Баде Бакърджъоулу
- Серкан Таштемур –	Бекир
- Илда Йозгюрел – Хазал
- Ипек Тузджуоулу –	Гюлфем Гюлсой
- Айчин Инджи –	Шермин
- Саджиде Ташанер –	Камуран
- Джан Ремзи Ерген – Мелих
- Алейна Чалъшкан –	Дамла
- Рухи Саръ – Халит
- Ефе Ташделен – Бора Бакърджъоулу

## Излъчване
| Сезон | Сезон | Епизоди | Начало на сезона    | Край на сезона      | Епизоди | ТВ сезон    | ТВ канал |
| ----- | ----- | ------- | ------------------- | ------------------- | ------- | ----------- | -------- |
|       | 1     | 26      | 4 септември 2023 г. | 26 февруари 2024 г. | 1 – 26  | 2023 – 2024 | atv      |